# شهرستان گواراره
شهرستان گواراره (به اسپانیایی: Distrito de Guararé) یک منطقهٔ مسکونی در پاناما است که در استان لوس سانتوس واقع شده‌است. شهرستان گواراره ۲۱۶ کیلومتر مربع مساحت و ۹٬۴۸۵ نفر جمعیت دارد.